# Johann Kaspar Füssli
Pour les articles homonymes, voir Füssli.
Johann Kaspar Füssli (ou Johann Caspar Fuesslin), né à Zurich le 9 mars 1743 et mort à Winterthour le 4 mai 1786, est un peintre entomologiste et libraire suisse.
Il se spécialise dans la représentation des plantes et des insectes, qu'il étudie scientifiquement.

## Biographie
Johann Kaspar Füssli est professeur de dessin à l'orphelinat de Zurich, puis libraire.
Il est le fils de Johann Caspar Füssli (1706-1782) et d'Anna Elisabeth Waser. Il est le frère du peintre Johann Heinrich Füssli (1741-1825). Il épouse Verena Störi en 1770, puis Anna Elisabeth Kilchsperger en 1774.

## Publications
- Verzeichnis der ihm bekannten Schweitzerischen Inseckten, mit einer ausgemahlten Kupfertafel : nebst der Ankündigung eines neuen Inseckten Werkes (1775)
- Magazin für die Liebhaber der Entomologie (2 volumes, 1778-1779)
- Neue Magazin für Liebhaber der Entomologie (1781-1786)

## Note
1. ↑  C'est sous cette forme qu'il signe ses publications et qui est donc retenue pour les taxons qu'il a décrits. Voir Pholcus phalangioides.